# Подземная гидравлика
Подземная гидравлика (подземная гидродинамика) — наука о движении нефти, воды, газа и их смесей (флюидов) через горные породы, имеющие пустоты, которые могут представлять собой поры или трещины. Теоретической основой ПГ является теория фильтрации, описывающая движение флюида с позиции механики сплошной среды.

## Введение
Начало развития науке о движении жидкостей и газов в пористых и трещиноватых средах было положено исследованиями французских инженеров-механиков А. Дарси и Ж. Дюпюи. А. Дарси исследовал движение воды через вертикальные песчаные фильтры; в 1856 г. он сформулировал и опубликовал обнаруженный им экспериментально закон, согласно которому скорость фильтрации прямо пропорциональна градиенту давления. Ж. Дюпюи исследовал дифференциальное уравнение, описывающее движение грунтовых вод.
Основы моделирования пористых сред заложены Ч. Слихтером, рассмотревшим модели идеального и фиктивного грунта.
В конце XIX века Н. Е. Жуковский вывел дифференциальные уравнения фильтрации, показал, что напор как функция координат удовлетворяет уравнению Лапласа, и указал на математическую аналогию теплопроводности и фильтрации.
Определяющая роль в развитии теории фильтрации в гидротехническом направлении принадлежит Н. Н. Павловскому. Им же введен критерий Рейнольдса в подземную гидродинамику
Первая в мире обширная монография, содержащая систематическое изложение основ подземной гидравлики «Нефтепромысловая механика», была опубликована Л. С. Лейбензоном в 1934 году.

## Пористые среды
Месторождения нефти приурочены чаще всего к пластам терригенных и карбонатных осадочных горных пород (песчаников, известняков, алевритов, глин) представляющих собой скопления зерен минералов скреплённых цементирующим материалом.
Поровое пространство осадочных горных пород — сложная нерегулярная система сообщающихся межзереных пустот, в которых трудно выделить отдельные поровые каналы. Размеры пор в песчаных породах составляют обычно единицы или десятки микрометров. Намного сложнее поровое пространство карбонатных пород (известняков, доломитов), которое характеризуется неоднородной системой первичных пор, а также системой трещин, каналов и каверн, образующихся после образования самой породы. Исследованием пористых сред (коллекторов) занимается петрофизика.
Моделирование пористых сред и их классификация производится по двум основным направлениям: геометрическому и механическому.

### Геометрические модели пористых сред
С геометрической точки зрения пористые среды делятся на две большие группы: гранулярные (поровые) и трещиноватые. Ёмкость и фильтрация в пористой среде определяется структурой порового пространства между зернами породы. Трещиноватые среды представляют собой систему развитых трещин, густота которых зависит от состава пород, степени уплотнения, мощности, метаморфизма, структурных условий, состава и свойств вмещающей среды.
Чаще всего имеют место грунты смешанного типа, для которых ёмкостью служат трещины, каверны, поровые пространства, ведущая роль в фильтрации флюидов принадлежит системе микротрещин, сообщающей эти пустоты между собой.
Для количественного описания используют идеализированные модели. Для описания пористых сред используют понятия фиктивного и идеального грунта. Фиктивный грунт это среда состоящая из шаров одного размера уложенных во всем объёме пористой среды одинаковым образом по элементам из восьми шаров в углах ромбоэдра. Острый угол ромбоэдра изменяется от 60 до 90 градусов. Идеальным грунтом называют представление среды в виде трубочек, расположенных в ребрах элементарного ромбоэдра.
Трещиновато пористые среды рассматривают как совокупность разномасштабных пористых сред: системы трещин, где пористые блоки играют роль «зерен», а трещины — роль извилистых «пор» и системы пористых блоков. В простейшем случае трещиноватый пласт моделируется одной сеткой горизонтальных трещин определённой протяженности, причем все трещины одинаково раскрыты и отстоят друг от друга на одинаковое расстояние.

### Механические модели
Всякое изменение сил, действующих на горные породы вызывает их деформацию, а также изменение внутренних напряжений. Динамическое состояние горных пород, как и флюидов, описывается реологическими соотношениями. Обычно реологические соотношения получают в результате анализа экспериментальных данных натурных исследование или физического моделирования.
По характеру изменения свойств под действием внешних деформаций породы разделяют на недеформируемые, упругие и пластичные. У недеформируемых сред изменением объёма пор можно пренебречь. Упругие (кулоновские) среды линейно изменяют объём пор под действием нагрузки и полностью восстанавливают его после разгружения. К таким средам относятся песчаники, известняки, базальты. Пластичные (глины) и текучие (несцементированные пески) породы деформируются с остаточным изменением объёма.
Кроме того пористые среды могут быть изотропными или анизотропными.

### Параметры пористой среды
Основной характеристикой пористой среды является пористость, определяемая как отношение объёма пор Vp к объёму породы V:
{\displaystyle m={\frac {V_{p}}{V}}}.
Для характеристики потока важную роль играет отношение площади просветов Sp ко всей площади образца S, называемое просветностью:
{\displaystyle n={\frac {S_{p}}{S}}}.
Для изотропной среды несложно доказать, что просветность равна пористости.
В реальных условиях пористый скелет обволакивается тонкой плёнкой жидкости, остающейся неподвижной даже при значительных градиентах давления. Кроме того, существуют тупиковые поры. В связи с этим вводят динамический коэффициент пористости, равный объёму пор занятых подвижной жидкостью Vpl, отнесённому к объёму образца:
{\displaystyle m_{d}={\frac {V_{pl}}{V}}}
Структуру пористого пространства характеризуют эффективный диаметр частиц и гидравлический радиус пор. Динамика течения флюида определяется в основном трением флюида о скелет породы. В связи с этим вводится удельная поверхность частиц составляющих породу, определяемая как суммарная площадь поверхности частиц содержащихся в единице объёма.
Способность породы пропускать к забоям скважины флюиды называется её проницаемостью.
В модели фиктивного грунта сферических частиц все указанные характеристики пористой среды могут быть получены аналитическим путём.
В трещиноватых средах аналогом пористости служит трещиноватость:
{\displaystyle m_{t}={\frac {V_{t}}{V}}}
Вторым важным параметром является густота трещин — отношение полной длины всех трещин находящихся в данном сечении трещинной породы l к удвоенной площади сечения S:
{\displaystyle G={\frac {l}{2S}}}
Кроме этого, трещиноватая среда характеризуется средней длиной трещин и их раскрытостью. Также, ввиду очевидной анизотропии трещины, проницаемость данных пород описывается тензорной величиной, для определения которой разработаны различные аналитические и численные методы.

## Основы теории фильтрации
Для анализа движения жидкости и газов в пористой среде, как и в обычной механике сплошных сред, используются уравнения непрерывности, движения и состояния. Уравнение непрерывности в теории фильтрации приобретает вид
{\displaystyle {\frac {\partial (\rho {m})}{\partial t}}+div(\rho w)=0,}
где m -пористость среды, ρ — плотность флюида, w — скорость фильтрации.
Уравнение движения в пористых средах устанавливает связь между вектором скорости фильтрации и полем давления, вызывающего течение.
Уравнение движения в пористых средах выражает закон сохранения импульса и, в случае фильтрации ньютоновской жидкости, может быть получено из уравнений Навье — Стокса, описывающих течение жидкости внутри пор, с помощью осреднения. В простейшем случае линейной фильтрации в качестве уравнения движения используется закон Дарси. В задачах нелинейной фильтрации различают два случая: больших и малых скоростей.
При больших скоростях, когда существенна инерционная составляющая используется формула Форхгеймера
{\displaystyle {\frac {\delta p}{L}}={\frac {\eta }{f}}w+{\frac {\beta }{\sqrt {f}}}w^{2}}
Где η — динамическая вязкость жидкости, f проницаемость среды. На практике используется так же закон фильтрации в виде
{\displaystyle w=\mathbf {C} ({\frac {\delta p}{L}})^{\frac {1}{n}}}
где n и С — постоянные, определяемые опытным путём, причем 1< n < 2.
При малых скоростях фильтрации проявляются неньютоновские реологические свойства жидкости. Неньютоновское поведение жидкости проявляется в отклонении связи касательного напряжения и градиента скорости фильтрации в направлении перпендикулярном направлению течения от выражения
{\displaystyle \tau =\mu {\frac {dw}{dy}}}
представляющему собой уравнение прямой линии, проходящей через начало координат. Различают три класса неньютоновских жидкостей.
1. Стационарно реологические жидкости, для которых напряжение зависит только от градиента скорости. К жидкостям этого типа относятся вязкопластичные, дилатантные и псевдопластичные жидкости.
2. Нестационарно реологические жидкости, напряжения в которых зависят как от градиента скорости, так и от времени действия напряжений.
3 Вязкоупругие жидкости, то есть среды проявляющие свойства как жидкости так и твердого тела а также способные к частичному восстановлению формы после снятия напряжений. У этих жидкостей зависимость напряжения от градиента скорости включает в себя производные по времени как напряжений, так и градиента скорости.
Полученная система уравнений для проведения дальнейших расчётов дополняется уравнениями, связывающими плотность флюида и параметры пористой среды с давлением.